# Tomas Kančelskis
Tomas Kančelskis (ur. 19 sierpnia 1975 w Szawlach) – litewski piłkarz.
Gra na pozycji środkowego obrońcy. Karierę rozpoczął w klubie Romar Możejki w roku 1993. Grał tam przez jeden sezon. Wystąpił w 29 spotkaniach i nie strzelił żadnej bramki. Następnie przeniósł się do Kareda Šiauliai w 1994 roku i gał tam do 2000 roku. W barwach tego klubu wygrał ligę litewską w 1997 i 1998 roku, i Puchar Litwy w 1996 i 1999 roku. Wystąpił w lidze w 85 meczach i strzelił 7 bramek.
W 2000 roku został sprzedany do FBK Kowno. W pierwszym sezonie gry w Kownie wywalczył szóste miejsce w tabeli A Lyga, a przez do 2007 roku zdobył dodatkowo trzy Puchary Litwy. Ogółem w barwach FBK Kowno wystąpił w 192 spotkaniach ligowych i strzelił 6 bramek.
W 2007 roku został wypożyczony do Hearts. W pierwszym składzie debiutował wygranym przez jego zespół meczu przeciwko Motherwell F.C. 2:0 dnia 5 marca 2007. Ogółem w barwach szkockiego klubu wystąpił w 5 meczach. 26 marca 2008 wrócił do FBK Kowno. W 2009 zawodnik FK Szawle.
W reprezentacji Litwy grał w latach 1995–2002, występując w 11 spotkaniach.